# Olpa

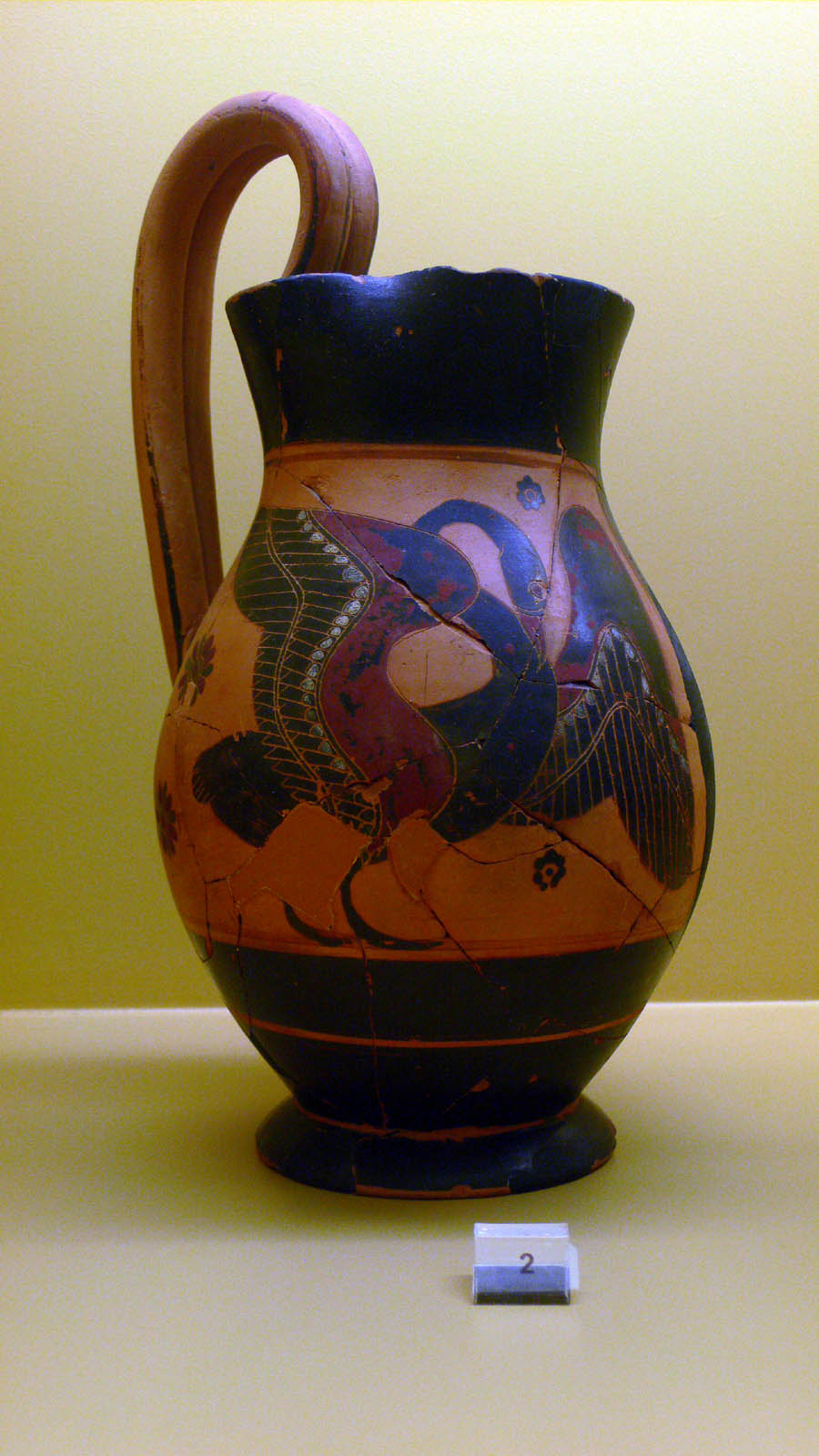
Olpa, 600-590 aC Museu de l'àgora d'Atenes.

Dintre de la ceràmica grega, s'anomena olpa (en plural, olpai) a una gerra amb nansa alta.
L'olpa té una funció similar a l'enòcoa, però es distingeix d'aquesta per tenir més altura que amplada. També pel perfil llis del seu caire enfront del trilobat de l'enòcoa i per comptar amb una nansa alta que sovint s'eleva de forma característica per damunt del caire. Es troben nombrosos exemples d'olpas de ceràmica de figures negres.